# 磨溪乡
磨溪乡，是中华人民共和国江西省九江市德安县下辖的一个乡镇级行政单位。

## 行政区划
磨溪乡下辖以下地区：
磨溪村、五星村、曙光村、南田村、尖山村、董家村、港口村、新田村和宝泉村。